# Gerardo Quiroz
Gerardo Quiroz Acosta (Ciudad de México, 14 de septiembre de 1966) es un actor, locutor y productor de teatro mexicano, hijo de Francisco Quiroz Acosta y de Teresita Acosta de Quiroz. Es hermano del actor Luis Mario Quiroz. Es Licenciado en Comunicación y Relaciones Públicas, recibido en la Universidad Latinoamericana en 1991, con mención honorífica con la tesis “el actor como comunicador social en la cinematografía”. 
En 1978 inició su carrera de actor participando en más de 120 spots comerciales de televisión para marcas importantes, en cine ha participado como actor en 18 películas destacando su intervención en cintas como: “Amigo” (dirigida por Oliver Stone), “One Man’s War” (al lado de Anthony Hopkins), entre otras.
También es recordado por su papel de Miguel "el guayabas" Costa en la serie de televisión Papá soltero, en donde compartió créditos con el cantante César Costa, la actriz y cantante Edith Márquez, y su hermano Luis Mario Quiroz.

## Trayectoria

### Teatro (como actor)
- Agarra la onda 1990
- Simplemente Susana 1991-1992
- Un regalo de París 1993
- El lago de los cisnes 1994
- La sustituta 1994
- Luna de miel para diez 1995
- Celos dije 1995-1996
- El tenorio cómico (Paco Stanley) 1994
- 4 vagos y una sinvergüenza 1999
- El precio de la fama 2000

### Teatro (como productor)
Como productor ha realizado las siguientes obras teatrales:
- El retorno de las animas 1990
- Agarra la onda, es Navidad 1991
- Simplemente Susana 1991-1992
- La sustituta 1994
- 4 vagos y una sinvergüenza 1994
- Celos dije 1998
- Ivonne e Ivette en el país de la Fantasía 1998
- Una pareja con ángel 1999
- El precio de la fama 2000
- A oscuras me da risa 2000-2001-2003
- Power rangers 2000-2001
- Vaselina (grease) 2001
- Las aventuras de carita de ángel 2001
- El tenorio cómico de las estrellas 2001
- Raúl Di Blasio y el consorcio (gira) 2002
- La jitomata y la perejila 2002
- A mi mujer la aguantas tu 2002
- Aladino el musical 2002
- Cómplices al rescate (D.F. y Sonora) 2002
- Spiderman “el espectáculo en vivo” 2002
- Los mascabrothers show 2003
- La fiaca 2003
- Vivan los niños la aventura Musical 2003
- Pinocho el musical 2003-2004
- Amor sin barreras 2004
- Anita la huerfanita 2004
- Las noches del salón México 2004
- En quien piensas cuando haces el amor 2005
- Gloria Gaynor (concierto) 2006
- La vuelta al macho en noventa minutos 2006
- Vaselina 2006 2006-2007
- Pareja abierta 2007
- Papito querido 2008
- El tiempo vuela con Ernesto La Guardia 2009
- Puros cuentos del... Abuelo con Manuel "Loco" Valdés 2010
- Después de las 12
- Cats 2013 y 2019
- West Side Story 2003 y 2023
- Annie 2003
- Grease 2001 y 2006
- Aladin 2007
- Wizard of Oz 2009
- Martha tiene un Marcapasos 2015
- Rock of ages 2016
- Shrek the musical 2017
- Barbie el musical 2018
- Saturday Night fever 2020 y 2021
- Sueños en Broadway 2020 y 2021
- Ladybug el musical 2022

### Locución
Como locutor desde 1983 ha grabado para campañas importantes de radio y televisión:
Sabritas, Pepsi, cuadernos Scribe, Lili Ledy, Danone, Universidad del Valle de México, Bubbaloo, Fanta, McDonald's, Inglés sin barreras, pantalones Lee y Wrangler, El mundo de inglés de Disney, Chrysler, CNDH, entre otros.

### Películas (como actor)
- Me tengo que casar/Papá soltero (1995 de Manuel García Muñoz) … Miguel Costa.
- Mariana, Mariana (1987 de Alberto Isaac) … Héctor, hermano de Carlitos.
- Las inocentes (1986) … Leproso
- Los Náufragos de Liguria II - "Los Piratas"  (1986)
- Los Náufragos de Liguria - (1985 de Piccolo Tonino)
- Amigo (1980) Niño quemado...Con Pedrito Fernández y Andrés García.

### Televisión (como actor)
- Teleseries: la semilla de la vida, la muela del juicio, historias de niños y niñas, los intrépidos.

Con Televisa: 
- Papá soltero 1987-1995 …. Miguel Costa
- Confidente de secundaria 1996 …. Polo
- Tres mujeres (telenovela) 1999-2000 …. Antonio Fernández
- Así son ellas 2002 …. Raymundo Villaseñor
- Mujer, casos de la vida real 1997-1999-2002
- Simuladores 2009

### Televisión (como productor)
- Bajo el mismo techo (también como escritor) 2005
- Spots de TV y radio (83 comerciales) 1993-2007

### Eventos Musicales (como empresario)
- Chayanne concierto (Aguascalientes 2003)
- Mocedades (El Consorcio) 15 conciertos 2003
- Uff y kabah (10 conciertos) 2004
- Raúl di Blasio (23 conciertos) 2005
- Cómplices al rescate 2004
- Gloria Gaynor (3 conciertos) 2006
- Timbiriche (2 conciertos) 2007
- Forever tango 2010

## Otros proyectos
En 2003 fundó el Centro de Capacitación Artística Pedregal (CECAAP), el cual dirige impartiendo el curso de Actor en Comedia Musical, en 2007, más de 1,200 alumnos han sido preparados en dicha academia.
De 2003 a 2007, fue el director general del Teatro Pedregal de la Ciudad de México.
En 2005 fundó el Centro de Capacitación Artística Infantil (CECAI) escuela de preparación en canto, baile y actuación para infantes de 6 a 14 años.
A partir de 2004, y celebrando un contrato de cinco años, se convierte en el director general del Teatro Polyforum de la Ciudad de México.
En 2007/2009 es director creativo, productor y director de escena de las campanas de televisión y radio de la Comisión Nacional de Televisión.

## Premios

### Premios Bravo
| Año  | Categoría     | Telenovela | Resultado |
| ---- | ------------- | ---------- | --------- |
| 2013 | Mejor Musical | Cats       | Ganador   |

### La Agrupación de Críticos y Periodistas de Teatro (ACPT)
| Año  | Categoría                   | Obra | Resultado |
| ---- | --------------------------- | ---- | --------- |
| 2014 | Mejor Producción en Comedia | Cats | Ganador   |